# UCI Àfrica Tour 2005-2006
L'UCI Àfrica Tour 2005-2006 és la segona edició de l'UCI Àfrica Tour, un dels cinc circuits continentals de ciclisme de la Unió Ciclista Internacional. Està format per nou proves, organitzades entre el 26 d'octubre de 2005 i el 17 de setembre de 2006 a l'Àfrica.
El vencedor final fou el burkinès Jérémie Ouedraogo, vencedor del Tour de Faso i el Boucle du coton.

## Evolució del calendari

### Octubre de 2005
| Data | Cursa        | Cat. | Vencedor          | Equip      |
| ---- | ------------ | ---- | ----------------- | ---------- |
| 26-6 | Tour de Faso | 2.2  | Jérémie Ouedraogo | Café Samba |

### Desembre de 2005
| Data | Cursa                                | Cat. | Vencedor       | Equip      |
| ---- | ------------------------------------ | ---- | -------------- | ---------- |
| 6    | Campionat d'Àfrica de contrarellotge | CC   | Alex Pavlov    | Sud-àfrica |
| 9    | Campionat d'Àfrica en ruta           | CC   | Rupert Rheeder | Sud-àfrica |

### Gener de 2006
| Data  | Cursa                  | Cat. | Vencedor        | Equip      |
| ----- | ---------------------- | ---- | --------------- | ---------- |
| 12-15 | Tropicale Amissa Bongo | 2.2  | Jussi Veikkanen | fdjeux.com |

### Febrer de 2006
| Data  | Cursa            | Cat. | Vencedor        | Equip |
| ----- | ---------------- | ---- | --------------- | ----- |
| 11-19 | Volta a Egipte   | 2.2  | Ilya Chernyshov | Capec |
| 25-11 | Tour del Camerun | 2.2  | Pavel Nevdakh   |       |

### Març de 2006
| Data | Cursa        | Cat. | Vencedor     | Equip          |
| ---- | ------------ | ---- | ------------ | -------------- |
| 8-12 | Giro del Cap | 2.2  | Peter Velits | Konica Minolta |

### Abril de 2006
| Data  | Cursa           | Cat. | Vencedor          | Equip      |
| ----- | --------------- | ---- | ----------------- | ---------- |
| 15-21 | Boucle du Coton | 2.2  | Jérémie Ouedraogo | Café Samba |

### Setembre de 2006
| Data | Cursa            | Cat. | Vencedor        | Equip |
| ---- | ---------------- | ---- | --------------- | ----- |
| 7-17 | Tour del Senegal | 2.2  | Lukasz Podolski |       |

## Classificacions finals
| Pos | Ciclista                   | Equip     | Punts |
| --- | -------------------------- | --------- | ----- |
| 1.  | Jérémie Ouedraogo (BUR)    | -         | 216   |
| 2.  | Rupert Rheeder (RSA)       | -         | 209   |
| 3.  | Abdul Wahab Sawadogo (BUR) | -         | 121   |
| 4.  | Bakhtyar Mamyrov (KAZ)     | -         | 101   |
| 5.  | Pavel Nevdakh (KAZ)        | -         | 96    |
| 6.  | Lukasz Podolski (POL)      | -         | 88    |
| 7.  | David George (RSA)         | Relax-GAM | 86    |
| 8.  | Saidou Rouamba (BUR)       | -         | 83    |
| 9.  | Jacques Fullard (RSA)      | -         | 80    |
| 10. | Darren Lill (RSA)          | -         | 77    |

| Pos | Equip                      | País            | Punts |
| --- | -------------------------- | --------------- | ----- |
| 1.  | Capec                      | Kazakhstan      | 130   |
| 2.  | Konica-Minolta             | Sud-àfrica      | 114   |
| 3.  | Relax-GAM                  | Espanya         | 86    |
| 4.  | Barloworld                 | Regne Unit      | 38    |
| 5.  | Jartazi-7Mobile            | Bèlgica         | 24    |
| 6.  | Team Wiesenhof-Akud        | Alemanya        | 21    |
| 7.  | Dukla Trenčín              | Eslovàquia      | 17    |
| 8.  | Marco Polo Cycling Team    | R.P. de la Xina | 17    |
| 9.  | Krolstone Continental Team | Països Baixos   | 4     |
| 10. | Team Lamonta               | Alemanya        | 2     |

| \| Pos \| País \| Punts \| \| --- \| ------------- \| ----- \| \| 1. \| Sud-àfrica \| 985 \| \| 2. \| Burkina Faso \| 536 \| \| 3. \| Egipte \| 172 \| \| 4. \| Zimbàbue \| 160 \| \| 5. \| Costa d'Ivori \| 140 \| \| 6. \| Marroc \| 138 \| \| 7. \| Angola \| 78 \| \| 9. \| Camerun \| 77 \| \| 9. \| Maurici \| 70 \| \| 10. \| Tunísia \| 48 \| |               |       |
| Pos | País          | Punts |
| 1. | Sud-àfrica    | 985   |
| 2. | Burkina Faso  | 536   |
| 3. | Egipte        | 172   |
| 4. | Zimbàbue      | 160   |
| 5. | Costa d'Ivori | 140   |
| 6. | Marroc        | 138   |
| 7. | Angola        | 78    |
| 9. | Camerun       | 77    |
| 9. | Maurici       | 70    |
| 10. | Tunísia       | 48    |